# Biokovina
Biokovina – wieś w Bośni i Hercegowinie, w Federacji Bośni i Hercegowiny, w kantonie środkowobośniackim, w gminie Jajce. W 2013 roku liczyła 225 mieszkańców, z czego większość stanowili Boszniacy.